# (5518) Mariobotta
(5518) Mariobotta ist ein Asteroid des Hauptgürtels, der am 30. Dezember 1989 vom deutschen Amateurastronomen Johann M. Baur am Osservatorio di Chions (IAU-Code 567) in Chions in der Region Friaul-Julisch Venetien entdeckt wurde.
Der Asteroid wurde nach dem Schweizer Architekten und Professor für Architektur Mario Botta (* 1943) benannt, dessen Entwürfe von seinen Treffen mit Le Corbusier und Louis I. Kahn beeinflusst sind und der als wichtigster Vertreter der „Tessiner Schule“ gilt.